# Reinaldes
Reinaldes é um lugar da freguesia de Atouguia da Baleia, município de Peniche, distrito de Leiria, em Portugal.
Até ao século XX foi conhecido como Reinaldos.

## Geografia
Reinaldes fica cerca de 3 km a nascente de Atouguia da Baleia, 10 km a nascente de Peniche, 80 km a sul de Leiria e 90 km a norte de Lisboa.
O seu núcleo original situa-se no cimo de uma pequena colina, na margem direita da albufeira do rio de São Domingos. Na segunda metade do século XX cresceu para norte, sobre a encosta de uma outra colina. As povoações que lhe ficam mais próximas são Casal Fetal, Casais Brancos e Coimbrã

## Demografia
| 1527 | 1758 | 1797 | 1816 | 1981 | 1991 | 2001 |
| 16   | 40   | 52   | 40   | 386  | 369  | 387  |

## Capela de Santa Bárbara

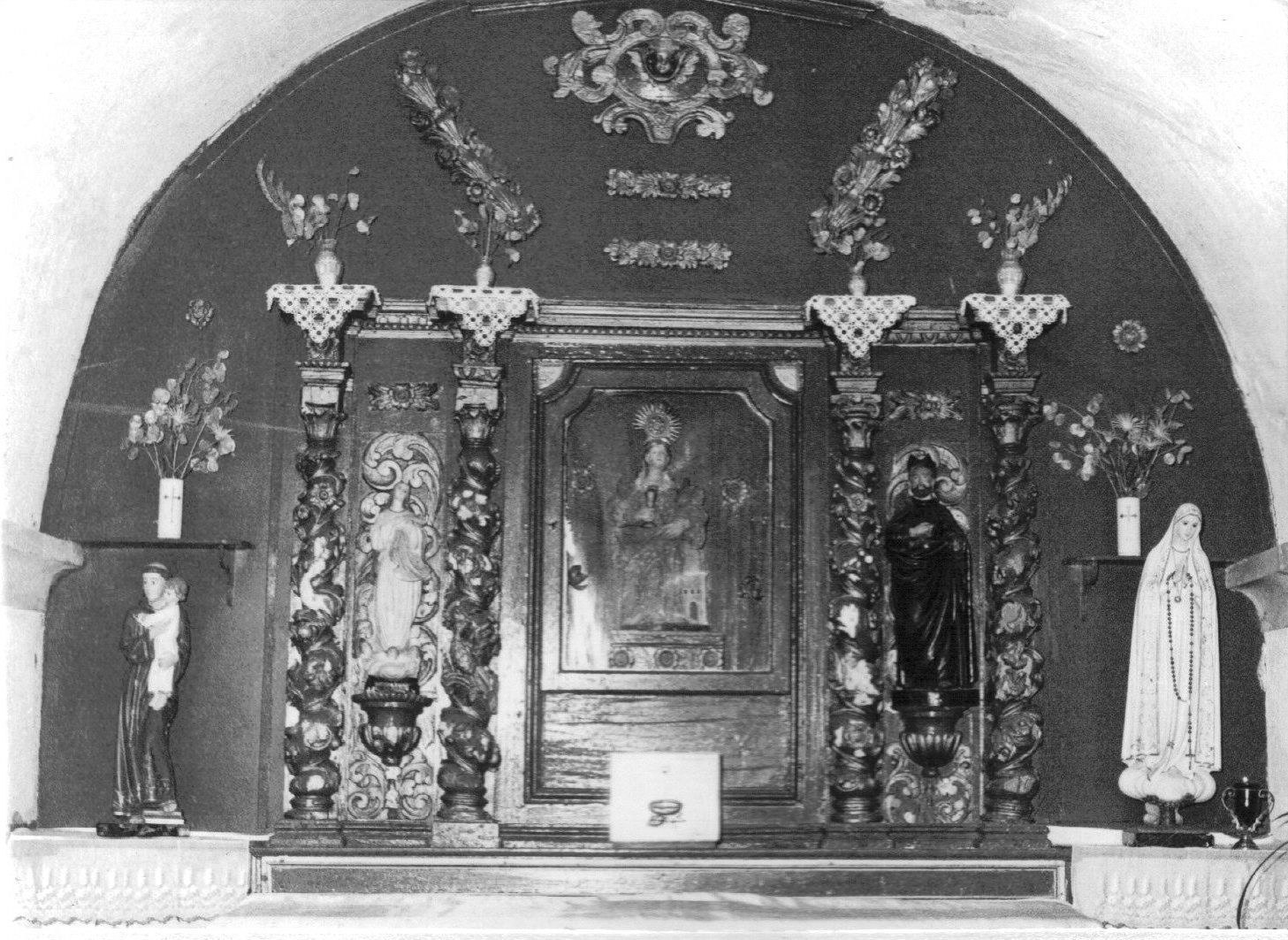
Retábulo da capela de Reinaldes, em 1979.

Trata-se de uma pequena capela maneirista, provavelmente de finais do século XVII, com intervenções posteriores. A fachada principal possui portal rectangular, encimado por singela empena contracurvada, decorada com pináculos nos acrotérios e pequeno campanário adossado ao lado sul. O interior é de nave única, com cobertura de madeira, e abóbada de berço na capela-mor.

## Associação Cultural, Recreativa e Desportiva Reinaldense
No ano de 1976, um grupo de moradores de Reinaldes fundou a Associação Cultural, Recreativa e Desportiva Reinaldense, com estatutos publicados no Diário da República em 1 de Junho de 1979. A sua actual sede foi inaugurada e 1 de Novembro de 1989.

## Subsídios para a história de Reinaldes
O Tombo e Antigo Compromisso da Vila de Atouguia da Baleia, datado de 25 de Junho de 1507, indica o lugar de Reynaldos como fazendo parte do termo daquela vila.
Em 7 de Outubro de 1675, a Santa Casa da Misericórdia de Peniche arrendou uma fazenda que consta de terra de pão e mato, sita no Outeiro do Cuco, a Tomé Fernandes, morador em Reinaldos, que ficou a pagar de renda anual 7 alqueires de trigo.
Em 2 de Dezembro de 1675, a Santa Casa da Misericórdia de Peniche arrendou "três terras no caminho que vai para a Coimbrã", a João Domingues, morador em Reinaldos, termo de Atouguia da Baleia, que ficou a pagar de renda anual 6 alqueires de trigo e uma galinha.
Em 27 de Janeiro de 1677, a Santa Casa da Misericórdia de Peniche arrendou uma terra de pão, à Azenha do Pedreiro, no Outeiro do Cuco, a Tomé Fernandes, morador em Reinaldos, que ficou a pagar de renda anual 6 alqueires de trigo.
Em 4 de Abril de 1678, a Santa Casa da Misericórdia de Peniche arrendou uma terra de vinha, situada no lugar de Reinaldos, que lhe fora deixada por Salvador da Rocha, a Leonardo Martins, que ficou a pagar de renda anual 15 alqueires de trigo.
No ano de 1760, a 19 de Março, foi celebrada junto do Tabelião de Atouguia uma escritura de obrigação, na qual um grupo de moradores de Reinaldos vendeu uma terra chamada do povo para com os seus rendimentos paramentar a ermida de São Marcos.
Em 1804, Francisco Vieira Torres Baleia, da vila de Atouguia da Baleia, era mestre de primeiras letras de dez alunos, entre eles Manuel Alexandre, de 14 anos de idade, filho de Alexandre José, natural e residente no lugar de Reinaldos.
Paulino da Rocha, primeiro-cirurgião do Hospital Militar da Praça de Peniche, relata no Jornal de Coimbra que, em Abril de 1817, «no lugar de Reinaldos ... tem havido muitas bexigas, e ainda continuão, assim como sarampo de que nos anteriores mezes fiz menção, e igualmente se-tem curado com muito feliz successo», e que, em Maio do mesmo ano, «no lugar de Reinaldos ... tem igualmente continuado as bexigas, porém da mesma fórma ainda não morreo ninguem.»
No ano de 1823, Maria Custódia, esposa de José Henriques, moradores em Reinaldos, deu à luz trigémeos bem formados.
| Produção de vinho em almudes (1819 – 1833) | Produção de vinho em almudes (1819 – 1833) | Produção de vinho em almudes (1819 – 1833) | Produção de vinho em almudes (1819 – 1833) | Produção de vinho em almudes (1819 – 1833) | Produção de vinho em almudes (1819 – 1833) | Produção de vinho em almudes (1819 – 1833) | Produção de vinho em almudes (1819 – 1833) | Produção de vinho em almudes (1819 – 1833) |
| ------------------------------------------ | ------------------------------------------ | ------------------------------------------ | ------------------------------------------ | ------------------------------------------ | ------------------------------------------ | ------------------------------------------ | ------------------------------------------ | ------------------------------------------ |
| 1819                                       | 1820                                       | 1822                                       | 1823                                       | 1824                                       | 1830                                       | 1831                                       | 1832                                       | 1833                                       |
| 307                                        | 410                                        | 444                                        | 251                                        | 275                                        | 295                                        | 65                                         | 193                                        | 326                                        |

## Sites Oficiais
Facebook Aldeia de Reinaldes | FACEBOOK
Blogspot Reinaldes Online | BLOGSPOT